# Villar de Peralonso
Villar de Peralonso – gmina w Hiszpanii, w prowincji Salamanka, w Kastylii i León, o powierzchni 31,66 km². W 2011 roku gmina liczyła 272 mieszkańców.